# 99942 Апофіс
99942 Апофіс — навколоземний астероїд діаметром близько 335 метрів та масою близько 20 млн т. Належить до групи Атона. Зближується із Землею в точці, що приблизно відповідає 13 квітня. Мав найвищу оцінку загрози зіткнення із Землею за шкалою Торіно (4). Після додаткових досліджень рівень загрози було зменшено з четвертого (тісне зближення, потребує уваги астрономів) до нульового (небезпеки немає). У 2029 році астероїд має відвідати космічна місія OSIRIS-REx.

## Відкриття
Апофіс відкрили 19 червня 2004 року Рой Такер, Девід Толен та Фабріціо Бернарді в обсерваторії Кітт-Пік. Щойно відкритий об'єкт отримав тимчасове позначення 2004 MN4. 18 грудня 2004 року астероїд повторно відкрив Гордон Гаррад з Австралії.

## Позначення

### Походження назви

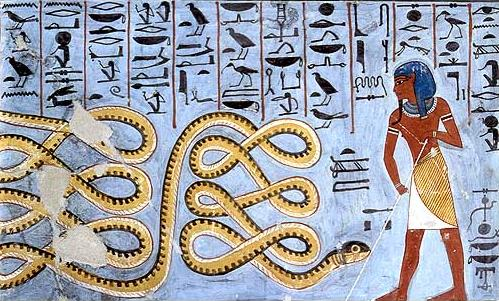
Бог Атум обличчям до Апепа (Апофіса), гробниця Рамзеса I (бл. 1292–1290 до н. е.)

Після першого виявлення об’єкт отримав тимчасове позначення 2004 MN4 , і ранні новини та наукові статті природно називали його такою назвою. Після того, як його орбіта була достатньо точно розрахована, він отримав постійний номер 99942 (24 червня 2005 року). Отримання постійного номера дозволило першовідкривачам дати йому назву, і 19 липня 2005 року вони обрали назву «Апофіс», на честь Апепа (дав.-гр. Ἀποφῖς)   давньоєгипетського бога-руйнівника, котрий перебуває у вічній темряві (Дуат) і вночі намагається проковтнути бога Сонця Ра під час його подорожі підземним світом; демон-змій, який уособлював зло і хаос у давньоєгипетській міфології.
Існує також версія, що дослідники Рой Такер і Девід Толен, які відкрили астероїд, є фанатами серіалу «Зоряна брама: SG-1». Одним із завзятих лиходіїв серіалу є прибулець на ім’я Апофіс. Він є однією з головних загроз існуванню цивілізації на Землі протягом перших кількох сезонів, тому, ймовірно, астероїд був названий на його честь. У вигаданому світі серіалу передісторією інопланетянина було те, що він жив на Землі в давні часи і видавав себе за бога, що породило міф про однойменного єгипетського бога.

### Символ

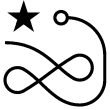
Символ Апофіса, запропонований Д. Московіцем

Перші астероїди отримали свої планетарні символи в 19 столітті, але ця практика швидко зникла, в зв'язку з їх великою кількістю й зараз такі символи вкрай рідко використовуються астрономами. У 2008 році Денис Московіц, інженер-програміст, який розробив більшість символів карликової планети в Юнікод, запропонував символ для Апофіса. Його символ заснований на давньоєгипетських зображеннях Апепа. Додана зірка схожа на багато символів астероїдів 19-го століття.

## Фізичні характеристики та обертання
Як і всі астероїди, Апофіс є залишком раннього формування нашої Сонячної системи приблизно 4,6 мільярда років тому. Він виник у головному поясі астероїдів між Марсом і Юпітером. 
Астероїд Апофіс спочатку оцінювався як об’єкт діаметром приблизно 450 метрів, виходячи з його яскравості. Однак у 2005 році вчені за допомогою Інфрачервоного телескопа NASA на Гаваях отримали точніші дані, які показали, що його розмір трохи менший – близько 350 метрів. Подальші спостереження NASA у 2013 році уточнили цю оцінку до 330 метрів. Що стосується маси, вона оцінюється приблизно в 40 мільйонів тонн (4×10¹⁰ кг). За своїм складом Апофіс, ймовірно, схожий на LL-хондрити – це різновид кам'яних метеоритів, які містять багато силікатних мінералів (таких як олівін і піроксен) і відносно мало металів. Це означає, що Апофіс має переважно скельну структуру, а не металеву. Така інформація важлива, оскільки склад астероїда може впливати на його міцність та можливі способи взаємодії з ним у разі, якщо колись виникне загроза його зіткнення із Землею.
Астероїд Апофіс, згідно з радарними спостереженнями, проведеними у 2012–2013 роках за допомогою радіотелескопів Голдстоун і Аресібо, має витягнуту форму з приблизними розмірами 450 × 170 метрів. Його альбедо (відбивна здатність поверхні) становить 0,35 ± 0,10, що вказує на відносно високу яскравість у порівнянні з іншими астероїдами. Вісь кутового моменту Апофіса нахилена на 59° на південь від площини екліптики, що означає, що він обертається у зворотному напрямку (ретроградний рух). Цей астероїд має нестабільне обертання і є так званим «перекидним» астероїдом. Це означає, що він не обертається навколо постійної осі, як більшість небесних тіл, а його вісь обертання зміщується в його власній системі координат. Повний цикл цього коливального руху триває приблизно 263 години. При цьому головна вісь найбільшого моменту інерції астероїда змінює своє положення під кутом від 12° до 55° щодо вектора кутового моменту. Крім того, довга вісь Апофіса також змінює свій нахил у межах 78°–102°. Ще одним важливим явищем є прецесія – це коли вісь обертання обертається навколо постійного напряму кутового моменту. У випадку Апофіса ця прецесія відбувається значно швидше, ніж загальні коливання, з періодом 27,38 години. Загалом, Апофіс робить повний оберт приблизно кожні 30,56 години. За один повний цикл у 263 години його головна вісь інерції обертається близько 9,6 разів, а довга вісь – 8,6 разів. Це складний динамічний рух, який відрізняє Апофіс від більшості астероїдів. 

## Орбіта
Апофіс має орбіту з низьким нахилом (3,3°), яка коливається між орбітами Венери та Землі. Його перигелій (найближча точка 

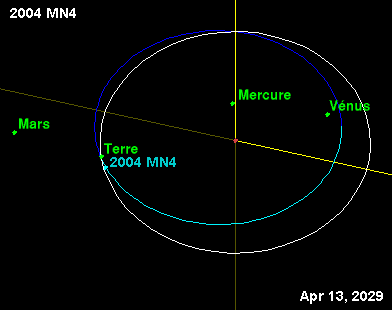
Схема орбіти Апофіса (синім/блакитним) та Землі (білим)

до Сонця) знаходиться трохи далі за орбіту Венери (0,746 астрономічних одиниць), а найвіддаленіша точка афелій – трохи далі за орбіту Землі (1,099 астрономічних одиниць). Апофіс в середньому наближається до нашої планети раз на 7,75 року (чотири рази між 14 квітня 1998 року і 13 квітня 2029 року). Через ексцентричність орбіти ці наближення відбуваються нерівномірно, і, зазвичай, вони відбуваються між груднем і квітнем (коли Апофіс знаходиться в зовнішніх частинах своєї орбіти).  

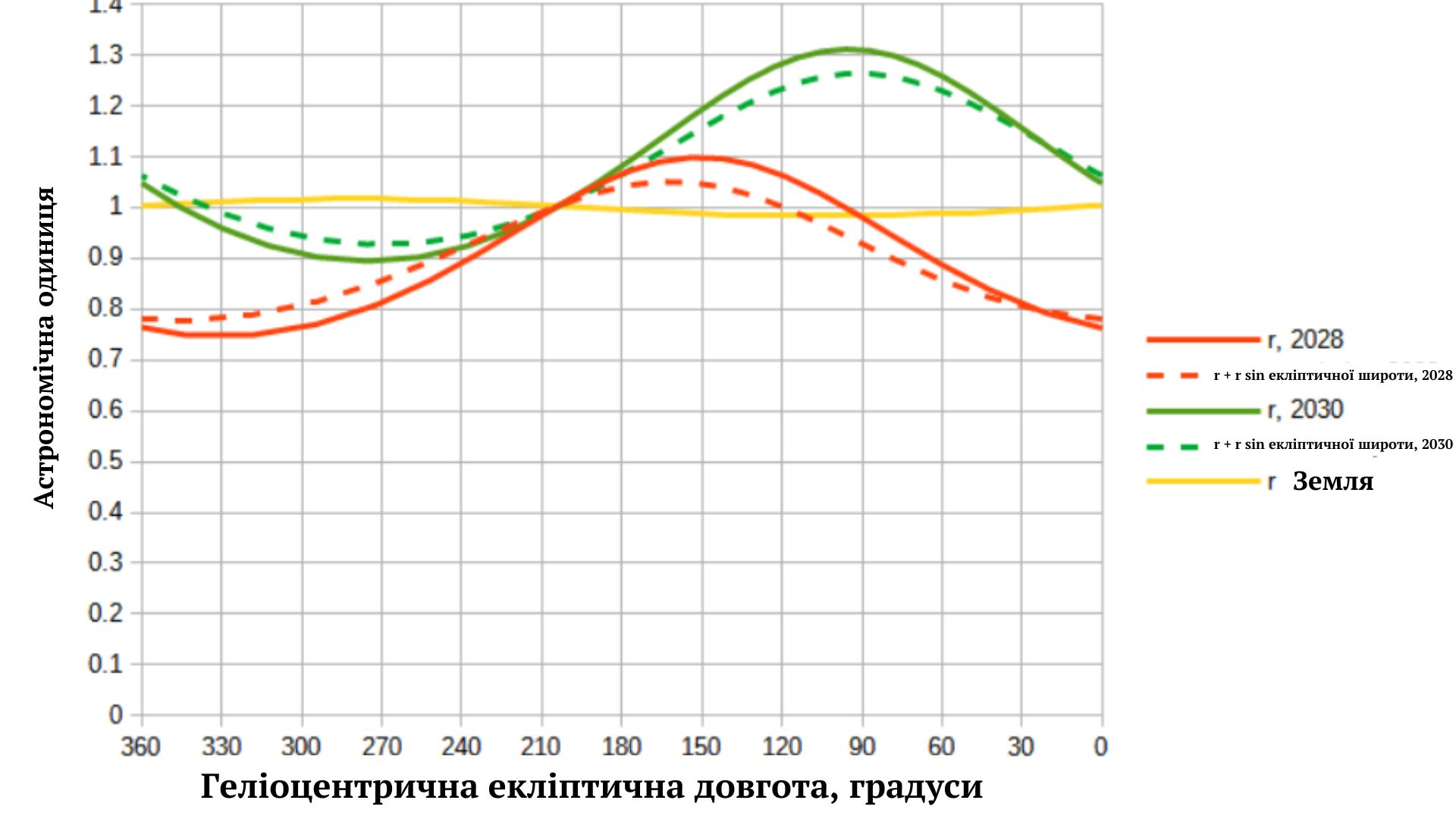
Орбіта Апофіса до 2029 року (червоний графік) і після 2029 року (зелений), а також орбіта Землі (жовтий). Відстань між пунктирною кривою та суцільною кривою показує, наскільки далеко орбіта знаходиться на північ або південь від площини екліптики. Це показує відстань від орбіти Землі в точках, де суцільні криві перетинають жовту криву.

Також матиме значний вплив на орбіту Апофіса наближення, що відбудеться в 2029 році. Земля змінить орбіту астероїда, переміщаючи його з орбіти типу Атен (напіввеликою віссю 0,92 астрономічної одиниці) на орбіту типу Аполлон (напіввеликою віссю 1,1 астрономічної одиниці). Це призведе до зміщення перигелію  з 0,746 астрономічної одиниці до 0,895 а. о. та афелію з 1,10 астрономічної одиниці до 1,31 а. о.
| Характеристика    | Рік  | Тип орбіти | Орбітальний період | Велика піввісь | Перигелій | Афелій | Нахил | Ексцентриситет орбіти |
| Одиниці виміру    |      |            | років              | АО             | (°)       |        | (°)   |                       |
| ----------------- | ---- | ---------- | ------------------ | -------------- | --------- | ------ | ----- | --------------------- |
| До приближення    | 2029 | Атон       | 0,89 (323,6 днів)  | 0,922          | 0,746     | 1.10   | 3,34  | 0,191                 |
| Після приближення | 2030 | Аполлон    | 1,16 (423,1 днів)  | 1.103          | 0,895     | 1.31   | 2,22  | 0,189                 |

## Наближення до Землі
Близькі проходження Апофіса біля Землі 13 квітня 2029 року та 13 квітня 2036 року були змодельовані комп'ютерною системою Sentry від НАСА. Схожі системи в Італії та Іспанії також підтвердили ці дві дати.

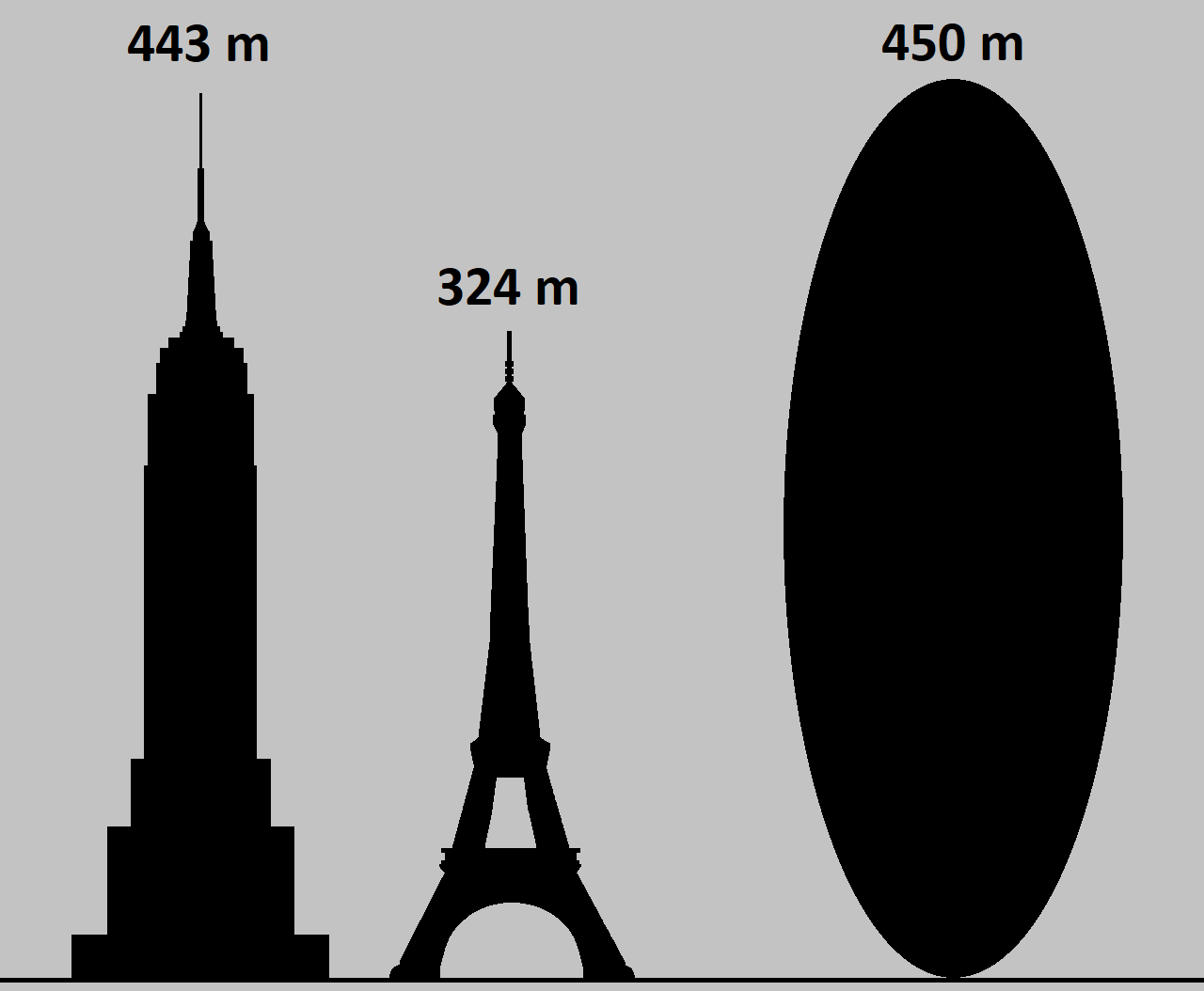
Порівняння можливих розмірів астероїда Апофіс з Ейфелевою вежею та Емпайр-Стейт-Білдінг

### Наближення у 2029 році
Найближче відоме наближення астероїда Апофіс до Землі відбудеться 13 квітня 2029 року о 21:46 UTC. Тоді він пройде на відстані близько 31 600 км (19 600 миль) від поверхні Землі. Це дуже маленька відстань у космічних масштабах — п’ять радіусів Землі, що в десять разів ближче, ніж Місяць і супутники, що обертаються в геостаціонарному кільці. На момент цього наближення Апофіс буде настільки яскравим, що його можна буде побачити неозброєним оком у сільській місцевості та темніших передмістях. В інших місцях його можна буде спостерігати навіть через бінокль. Яскравість Апофіса складе 3.1 зоряної величини, що робить його досить помітним об'єктом на небі. Це наближення буде видно в Європі, Африці та західній Азії. Під впливом сили тяжіння Землі його траєкторія відхилиться приблизно на 28°, внаслідок чого астероїд перейде до групи Аполлона. Це відхилення зумовлює невизначеність майбутньої орбіти астероїда. Тому рівень за шкалою Торіно може бути змінено після 2029 року. Протягом доби Апофіс переміщуватиметься по небу, проходячи від сузір'я Центавра через Персей до Риб, створюючи на небі арку у 205°. 
Астероїд буде рухатися по небу зі швидкістю до 42° на годину. Оскільки наближення буде дуже близьким, припускають, що приливні сили можуть змінити вісь обертання Апофіса, але він не наблизиться до межі Роша.

### Наближення у 2036 році
У 2036 році астероїд Апофіс наблизиться до Землі двічі — в березні та в грудні.
- У березні 2036 року Апофіс наблизиться до Землі на відстань близько 0,3089 а. о. (46,21 мільйона км, 120,2 радіуси Місяця). Однак, ймовірно, ця відстань буде трохи більшою — близько 0,3097 а. о. (46,33 мільйона км або 28,79 мільйона миль).

- У грудні 2036 року Апофіс наблизиться до Землі знову, але на трохи більшу відстань — близько 0,33 а. о. (49 мільйонів км)

Імовірність того, що Апофіс зіткнеться із Землею 2036 року, досить низька й спочатку оцінювалася як 1:45 000. У квітні 2008 року німецький школяр запропонував свій варіант розрахунків з урахуванням можливості зіткнення Апофіса з геостаціонарними супутниками Землі 2029 року, що могло вплинути на зближення 2036 року. Імовірність була більшою у 100 разів: 1 : 450. Проте НАСА спростувала ці розрахунки, зауваживши, що астероїд поблизу поясу геостаціонарних супутників не пролітатиме. У жовтні 2009 року було опубліковано спостереження астероїда, зроблені протягом 2004—2008 років. Через деякий час Лабораторія реактивного руху зробила перерахунок траєкторії. Імовірність зіткнення 2036 року було знижено до 1 : 230 000.

### Наближення у 2051 році
У квітні 2051 року, близько 19–20 числа, Апофіс пройде на відстані близько 0,04 а. о. (6 мільйонів км; 3,7 мільйона миль) від Землі. Це буде перший раз з 2029 року, коли Апофіс наблизиться до Землі на відстань менше 10 мільйонів км.

### Інші наближення
| Дата       | Номінальна геоцентрична відстань JPL SBDB (а. о.) | Зона невизначеності (3-сигма)                                                |
| ---------- | ------------------------------------------------- | ---------------------------------------------------------------------------- |
| 21.12.2004 | 0,09638 (14,418 млн км)                           | немає даних                                                                  |
| 09.01.2013 | 0,09666 (14,460 млн км)                           | немає даних                                                                  |
| 13.04.2029 | 0,000254115 (38 015,1 км)                         | ±3,3 км                                                                      |
| 27.03.2036 | 0,309678 (46,3272 млн км)                         | ±130 тис. км                                                                 |
| 20.04.2051 | 0,04149 (6,207 млн км)                            | ±240 тис. км                                                                 |
| 09.06.2066 | 0,06943 (10,387 млн км)                           | ±870 тис. км                                                                 |
| 12.04.2116 | 0,01756 (2,627 млн км)                            | від 0,00104 до 0,10433 астрономічних одиниць (0,156 до 15,608 мільйонів км)  |
| 07.10.2117 | 0,48 (72 млн км)                                  | від 0,30994 до 0,64045 астрономічних одиниць (46,366 до 95,810 мільйонів км) |

## Дослідження

### Дослідження NASA (OSIRIS-APEX )
NASA перенаправило космічний корабель для вивчення астероїда. Повернувши зразок з Бенни у вересні 2023 року, космічний корабель OSIRIS-APophis EXplorer (OSIRIS-APEX),перейменований з  OSIRIS-REx, був відправлений для вивчення Апофіса під час прольоту астероїда 2029 року повз Землю. OSIRIS-APEX пролетить повз Апофіс 23 квітня 2029 року на відстані приблизно 2500 миль (4000 кілометрів). Потім він зустрінеться з Апофісом у червні для 18-місячної кампанії з картографування поверхні астероїда та аналізу його хімічного складу. 
Камери OSIRIS-APEX почнуть робити зображення астероїда, коли космічний корабель наздожене його. Протягом цього часу за Апофісом також будуть уважно спостерігати земні телескопи. Але через кілька годин після близького зіткнення Апофіс виявиться занадто близько до Сонця в небі, щоб його можна було спостерігати за допомогою наземних оптичних телескопів. Це означає, що будь-які зміни, викликані близьким зіткненням із Землею, будуть найкраще виявлені космічним кораблем.

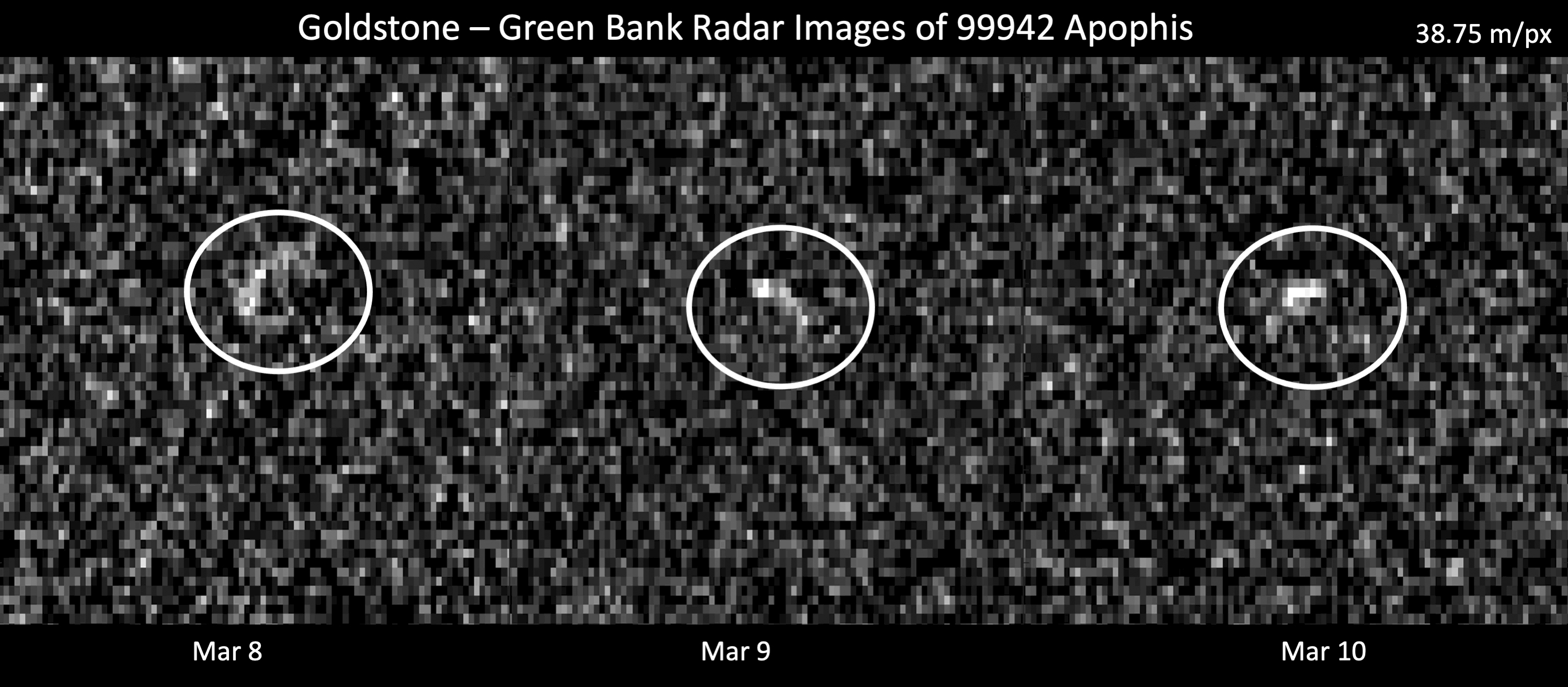
Зображення астероїда Апофіс, записані радіоантенами комплексу Голдстоун мережі Deep Space Network у Каліфорнії та телескопа Грін-Бенк у Західній Вірджинії. Астероїд був на відстані 10,6 мільйонів миль (17 мільйонів кілометрів), і кожен піксель має роздільну здатність 127 футів (38,75 метрів).

На додаток до вивчення змін Апофіса, спричинених його зустріччю із Землею, космічний корабель проводитиме багато тих самих досліджень, які OSIRIS-REx проводив на Бенну, включно з використанням набору приладів із зображеннями, спектрометрами та лазерним висотоміром, щоб детально відобразити поверхню та проаналізувати її хімічний склад. Також OSIRIS-APEX повторить дослідження OSIRIS-REx, занурюючись на 16 футів від поверхні астероїда та запускаючи двигуни вниз. Цей маневр сколихне поверхневі камені та пил, щоб дати вченим змогу зазирнути на матеріал, який лежить внизу. На відміну від Бенну, космічний корабель не збиратиме зразки з Апофіса.

### Дослідження в Голдстоуні
Також астрономи використовували 70-метрову радіоантену в Голдстоуні, Каліфорнія, щоб точно відстежити рух Апофіса, який перебував на відстані 10,6 мільйонів миль (17 мільйонів кілометрів) від Землі. Завдяки цьому вдалося отримати точну інформацію з похибкою близько 150 метрів. Голдстон співпрацював з 100-метровим телескопом Грін-Банк у Західній Вірджинії для отримання зображень Апофіса. Під час подальшого аналізу команда сподівається дізнатися більше про форму астероїда.

### Дослідження Європейського космічного агенства
Космічний апарат Ramses (Rapid Apophis Mission for Space Safety) Європейського космічного агентства (ESA) , буде запущений в квітні 2028 року і прибуде на орбіту в лютому 2029 року. Рамзес розгорне два CubeSats: один буде обертатися навколо Апофіса, а інший буде торкатися поверхні.

## Наслідки можливого зіткнення

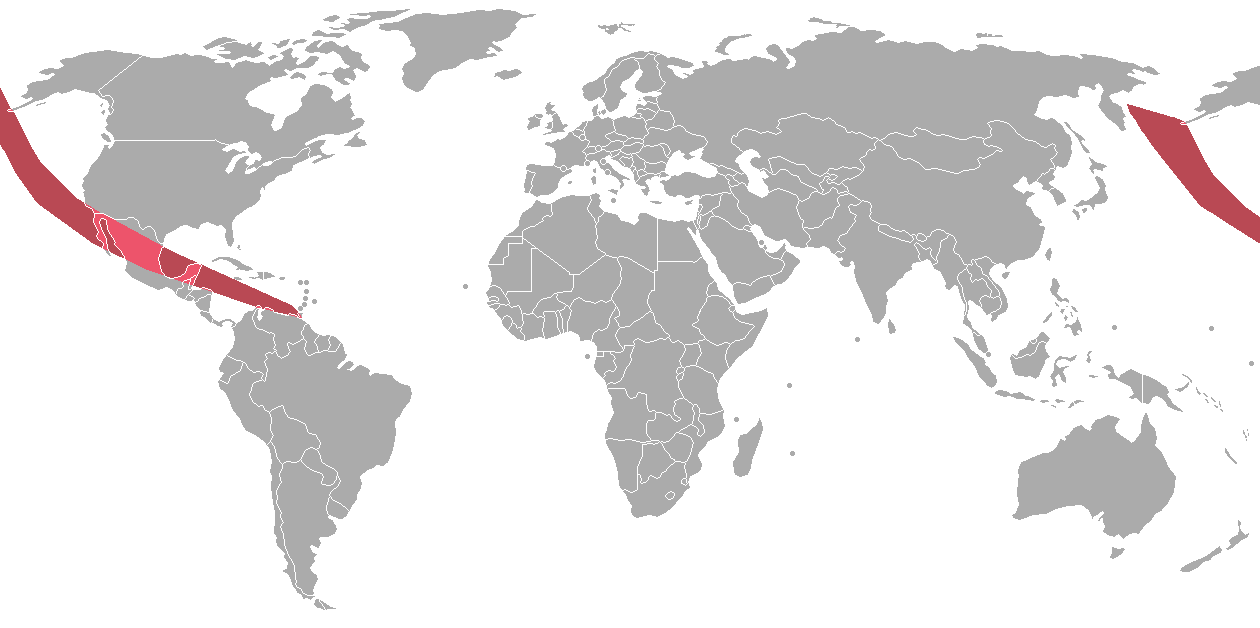
Місцевість, де Апофіс може зіткнутись із Землею.

За підрахунками НАСА кількість енергії, яка вивільниться, якщо Апофіс зіткнеться із Землею, становить 500 мегатон. Для порівняння, енергія Тунгуського метеорита становила 10—40 мегатонн, найпотужнішого випробування ядерної зброї — 50 мегатонн, а виверження вулкана Кракатау — 200 мегатонн.
Можливі наслідки зіткнення Апофіса з нашою планетою залежать від його густини, а також місця та кута удару. Будь-яке зіткнення призведе до руйнувань у місці падіння на площі до тисячі квадратних кілометрів, можливі численні людські жертви (якщо це станеться в густонаселеному районі), проте зіткнення не спричинить довгострокових глобальних ефектів, подібних до «ядерної зими».